# خارک پخته
خارَک پخته یکی از شیرینی‌های سنتی ایرانی و سوغات استان بوشهر است. خارک به خرمای نارس گفته می شود. این خوراکی از سوغاتی های بوشهر است.

## طرز تهیه
برای تهیه آن خارک و شکر در دیگ می‌ریزند و مقداری آب به آن اضافه می‌کنند و آنها را می‌جوشانند تا کاملاً نرم شوند. بعد از گرفتن آنها از آب هسته آنها را بیرون می‌آورند و دانه ‌دانه آن‌ها را بر روی حصیری پهن کرده تا خشک شوند. خارک پخته چون از خارک به دست می‌آید خوش‌خوراک و خوشمزه است.